# Władimir Mackiewicz
Władimir Władimirowicz Mackiewicz (ros. Владимир Владимирович Мацкевич, ur. 14 grudnia 1909 we wsi Priwolnoje w guberni jekaterynosławskiej, zm. 7 listopada 1998 w Moskwie) – radziecki polityk, działacz partyjny, dyplomata, wicepremier ZSRR (1956).

## Życiorys
1932 ukończył Charkowski Instytut Zootechniczny, doktor nauk rolniczych, 1932-1933 był wykładowcą i zastępcą dyrektora technikum w obwodzie charkowskim, 1933-1938 był dyrektorem i wykładowcą w sowchozie-technikum w Mariupolu i Doniecku, a 1938-1941 dyrektorem Charkowskiego Instytutu Zootechnicznego. Od 1939 członek WKP(b), 1942-1944 dyrektor technikum zoo-weterynaryjnego w Tomsku, 1944-1946 dyrektor Charkowskiego Instytutu Zoo-Weterynaryjnego, od 1946 do stycznia 1947 I zastępca ministra hodowli Ukraińskiej SRR. W styczniu-lutym 1947 minister hodowli Ukraińskiej SRR, od lutego 1947 do stycznia 1949 zastępca ministra gospodarki rolnej Ukraińskiej SRR, 1949-1950 minister gospodarki rolnej Ukraińskiej SRR, od 18 stycznia 1949 do 23 września 1952 członek KC KP(b)U, 1950-1952 I zastępca przewodniczącego Rady Ministrów Ukraińskiej SRR. Od 15 kwietnia 1950 do maja 1950 członek Biura Politycznego KC KP(b)U, 1952-1953 I zastępca przewodniczącego Komitetu Wykonawczego Stawropolskiej Rady Krajowej, p.o. przewodniczącego tego komitetu, od 1953 do 14 października 1955 I zastępca ministra gospodarki rolnej ZSRR, a od 14 października 1955 do 29 grudnia 1960 minister gospodarki rolnej ZSRR. Od 25 lutego 1956 do 17 października 1961 członek KC KPZR, od 9 kwietnia do 25 grudnia 1956 zastępca przewodniczącego Rady Ministrów ZSRR, 1956-1957 zastępca przewodniczącego Państwowej Komisji Ekonomicznej ZSRR, 1957-1961 zastępca przewodniczącego Państwowej Komisji Planowania ZSRR, od stycznia 1961 do lutego 1965 przewodniczący Komitetu Wykonawczego Celinnej Rady Krajowej (północny Kazachstan). Od 8 kwietnia 1966 do 23 lutego 1981 ponownie członek KC KPZR, od 17 lutego 1965 do 2 lutego 1973 ponownie minister gospodarki rolnej ZSRR, od 27 kwietnia 1973 do 6 lutego 1980 ambasador nadzwyczajny i pełnomocny ZSRR w Czechosłowacji, następnie na emeryturze. Deputowany do Rady Najwyższej ZSRR od 3 do 8 kadencji. Odznaczony czterema Orderami Lenina i Orderem Czerwonego Sztandaru Pracy (28 sierpnia 1944).